# Шафран жовтий
Шафран жовтий (Crocus flavus) — вид рослин із родини півникових (Iridaceae), що зростає у Криму, Туреччині, Балканському півострові. Етимологія: лат. flavus — «жовтий».

## Біоморфологічний опис

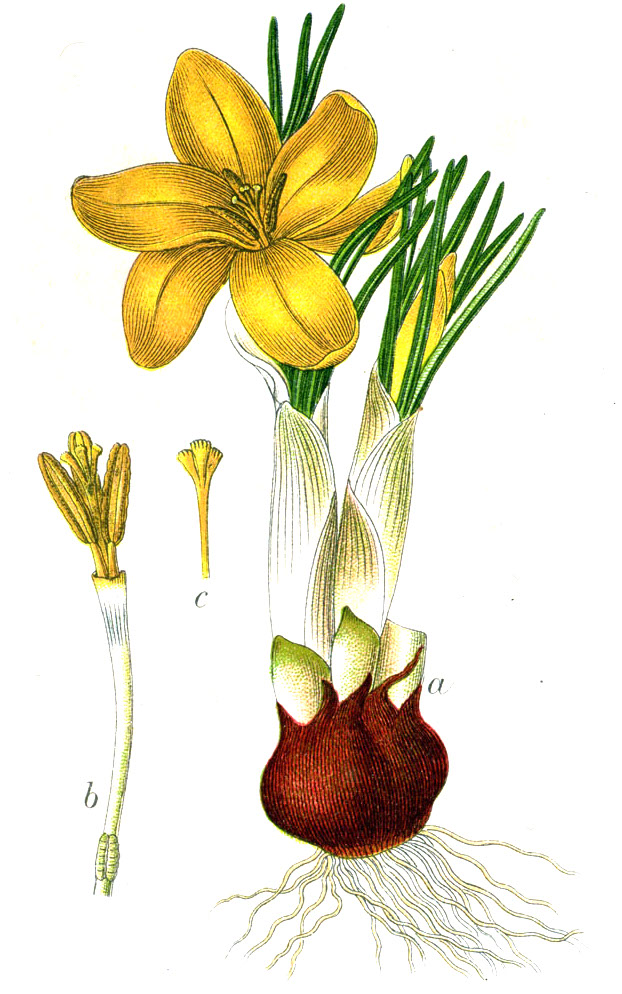
ілюстрація

Багаторічна рослина 15–30 см заввишки. Бульбоцибулина має перетинчасту оболонку. Листків 4–8, досить широкі, 2.5–4 мм шириною, прямовисні, війчасті. Трубка оцвітини однакової довжини або трохи довше 1-го покривного листка, жовта, гола або запушена; сегменти 1.5–3.5 × 0.4–1.2 см, від тупих до майже гострих, від жовтого до оранжево-жовтого кольору, рідкісно смугасті або насичено коричневі на трубці оцвітини. Нитки тичинок 3–7 мм, жовті, голі або запушені; пиляки 0.8–1.5 мм, жовті. 2n = 8. Період цвітіння: березень і квітень.

## Середовище проживання
Зростає у Криму, пн.-зх. Туреччині, Балканському півострові (Румунія, Болгарія, Греція, колишня Югославія). 
В Україні вид зростає на кам'янистих схилах — у Криму (бл. Сімферополя); часто культивується в квітниках в півд. ч. України.

## Використання
Вирощується як декоративна рослина.